# Data Mining Extensions
Data Mining Extensions (DMX) - język zapytań stosowany w SSAS do przetwarzania Data Mining (drążenia danych).

## Wykorzystanie
- DMX Queries
- Data Definition Language (DDL)
- Data Manipulation Language (DML)